# 巴拉拿大鈎鯰
巴拉拿大鈎鯰，為輻鰭魚綱鯰形目甲鯰科大鈎鯰屬的其中一種，為溫帶淡水魚，分布於南美洲巴拉圭烏拉圭河及巴拉那河流域，體長可達38.5公分，棲息在底層水域，生活習性不明。

## 扩展阅读
維基物種上的相關：巴拉拿大鈎鯰